# Pompholyx sulcata
Pompholyx sulcata is een soort in de taxonomische indeling van de raderdieren (Rotifera). 
Het dier behoort tot het geslacht Pompholyx en behoort tot de familie Testudinellidae. De wetenschappelijke naam van de soort werd voor het eerst geldig gepubliceerd in 1885 door Hudson.